# Gelucourt
Gelucourt est une commune française située dans le département de la Moselle, en région Grand Est.

## Géographie
La commune fait partie du parc naturel régional de Lorraine et de la ZNIEFF du pays des étangs.
|                      | Lindre-Basse | Tarquimpol                  |
| Guéblange-lès-Dieuze | Gelucourt    | Assenoncourt                |
| Donnelay             | Bourdonnay   | Azoudange Maizières-lès-Vic |

### Écarts et lieux-dits
- Ormange
- Videlange
- Kraftel

### Hydrographie
La commune est située dans le bassin versant du Rhin au sein du bassin Rhin-Meuse. Elle est drainée par le ruisseau de Gueblange, le ruisseau de l'Étang d'Axin, le ruisseau de l'Étang de Gelucourt, le ruisseau de l'Étang de Parc, le ruisseau de l'Étang des Chatelains, le ruisseau de l'Étang des Moines et le ruisseau de l'Étang St-Jean.
Le ruisseau de Gueblange, d'une longueur totale de 16,6 km, prend sa source dans la commune de Maizières-lès-Vic et se jette  dans la Seille à Blanche-Église face à la commune de Mulcey, après avoir traversé six communes.

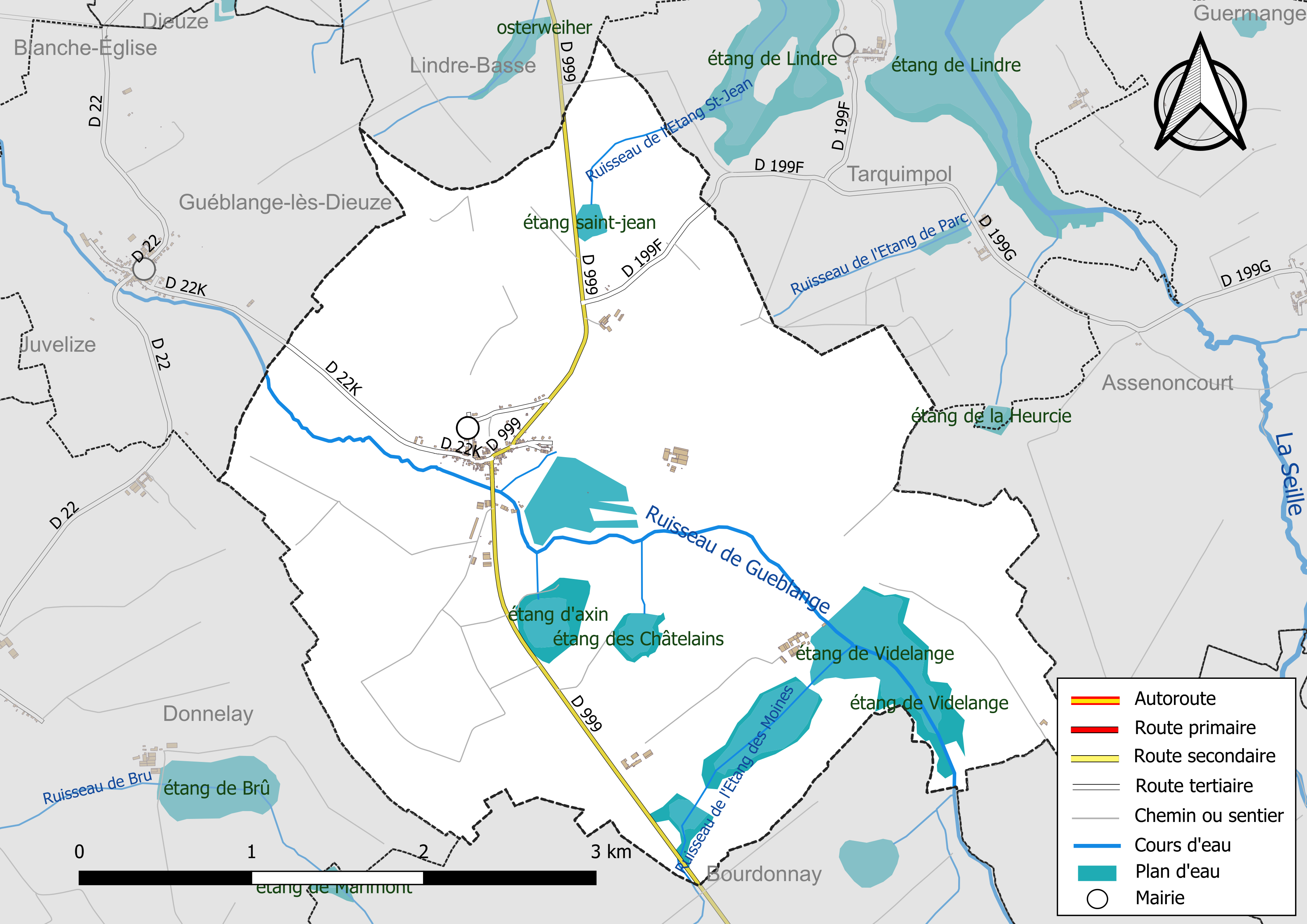
Réseaux hydrographique et routier de Gelucourt.

La qualité des eaux des principaux cours d’eau de la commune, notamment du ruisseau de Gueblange, peut être consultée sur un site spécial géré par les agences de l’eau et l’Agence française pour la biodiversité.

### Climat
Pour des articles plus généraux, voir Climat du Grand Est et Climat de la Moselle.
En 2010, le climat de la commune est de type climat océanique dégradé des plaines du Centre et du Nord, selon une étude du Centre national de la recherche scientifique s'appuyant sur une série de données couvrant la période 1971-2000. En 2020, Météo-France publie une typologie des climats de la France métropolitaine dans laquelle la commune est exposée à un climat semi-continental et est dans une zone de transition entre les régions climatiques « Lorraine, plateau de Langres, Morvan » et « Vosges ». 
Pour la période 1971-2000, la température annuelle moyenne est de 10,1 °C, avec une amplitude thermique annuelle de 17 °C. Le cumul annuel moyen de précipitations est de 915 mm, avec 12,3 jours de précipitations en janvier et 9 jours en juillet. Pour la période 1991-2020, la température moyenne annuelle observée sur la station météorologique de Météo-France la plus proche, « Rodalbe », sur la commune de Rodalbe à 16 km à vol d'oiseau, est de 10,6 °C et le cumul annuel moyen de précipitations est de 737,2 mm. 
La température maximale relevée sur cette station est de 38,7 °C, atteinte le 24 juillet 2019 ; la température minimale est de −18,1 °C, atteinte le 26 décembre 2010,,. 
Les paramètres climatiques de la commune ont été estimés pour le milieu du siècle (2041-2070) selon différents scénarios d'émission de gaz à effet de serre à partir des nouvelles projections climatiques de référence DRIAS-2020. Ils sont consultables sur un site spécial publié par Météo-France en novembre 2022.

## Urbanisme

### Typologie
Au 1er janvier 2024, Gelucourt est catégorisée commune rurale à habitat dispersé, selon la nouvelle grille communale de densité à sept niveaux définie par l'Insee en 2022.
Elle est située hors unité urbaine. Par ailleurs la commune fait partie de l'aire d'attraction de Dieuze, dont elle est une commune de la couronne,. Cette aire, qui regroupe 31 communes, est catégorisée dans les aires de moins de 50 000 habitants,.

### Occupation des sols
L'occupation des sols de la commune, telle qu'elle ressort de la base de données européenne d’occupation biophysique des sols Corine Land Cover (CLC), est marquée par l'importance des territoires agricoles (74,4 % en 2018), en augmentation par rapport à 1990 (73,4 %). La répartition détaillée en 2018 est la suivante : 
prairies (31,7 %), terres arables (23,8 %), zones agricoles hétérogènes (16,9 %), forêts (15 %), eaux continentales (6,7 %), zones urbanisées (2,1 %), cultures permanentes (1,9 %), zones humides intérieures (1,1 %), milieux à végétation arbustive et/ou herbacée (0,7 %). L'évolution de l’occupation des sols de la commune et de ses infrastructures peut être observée sur les différentes représentations cartographiques du territoire : la carte de Cassini (XVIIIe siècle), la carte d'état-major (1820-1866) et les cartes ou photos aériennes de l'IGN pour la période actuelle (1950 à aujourd'hui).

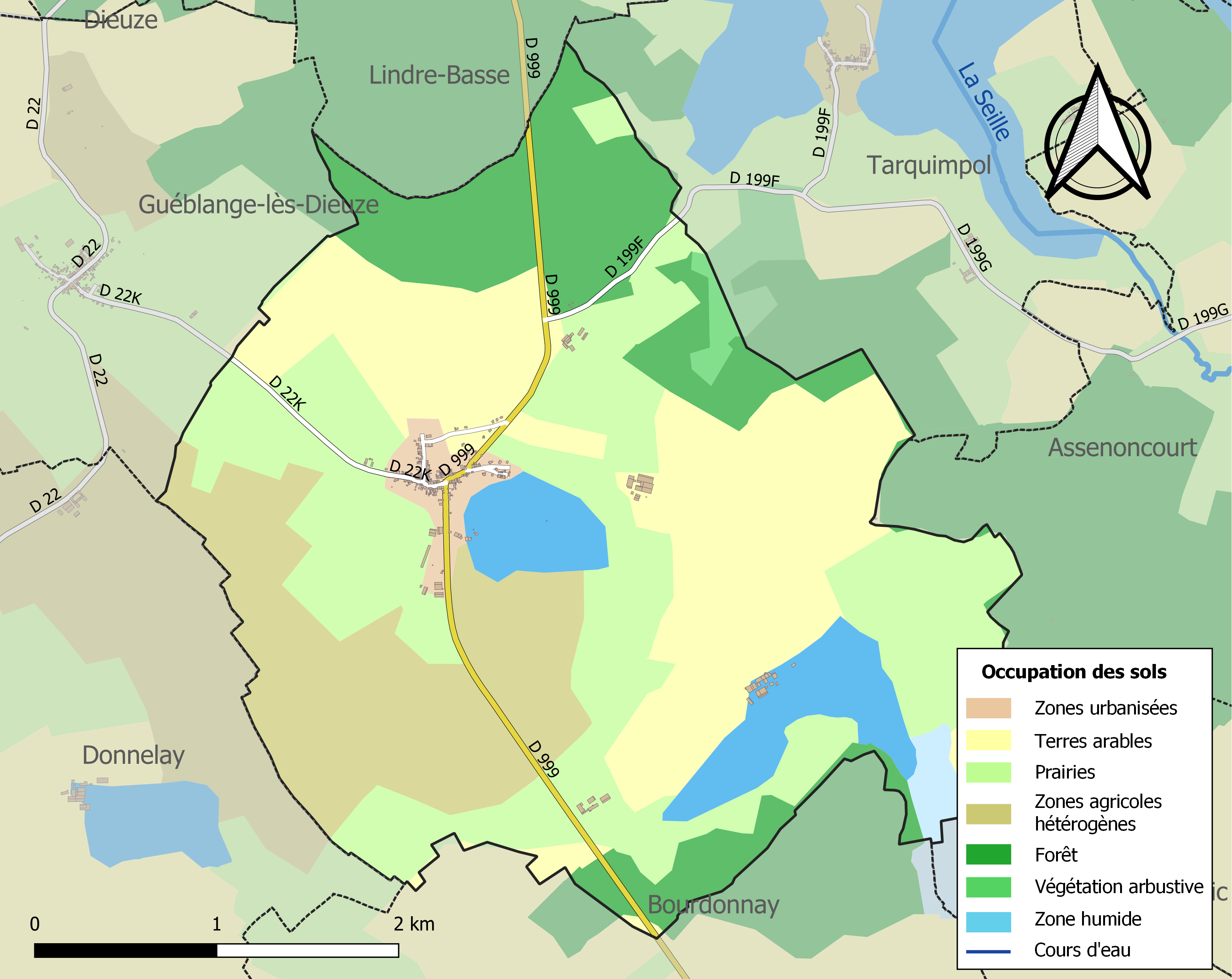
Carte des infrastructures et de l'occupation des sols de la commune en 2018 (CLC).

## Toponymie
- D'un nom de personne germanique Gîsolf[16] ou Gisalo + cortem[17] ou -ing/-ingen.
- Gisolvinga (786), Gisolvingom (792)[18], Gilloncort (1273)[17], Giselfingen (1419), Gieselfingen (1425), Giseluingen (1430)[16], Gisselfingen dit Géloucourt (1559), Geloucourt et Gissefingen (1594), Gelloncourt (1600)[19], Gelacourt (1793), Gelucourt (1801)[20], Gisselfingen (1871-1918).

Ormange : Ormanges (1288). 
Videlange : Wittrengen et Widrengen (XVe siècle), Widranges et Vidranges (XVe siècle), Vidlange (1756). Videlingen pendant l'occupation allemande.

## Histoire
- Cité déjà au VIIIe siècle dans le Saulnois.
- On connaît un chevalier Guillaume de Gellocourt en 1189.
- Rassemblement des seigneurs lorrains de langue allemande pour combattre les paysans en 1525.
- Détruit au cours de la guerre de Trente Ans.

### Les Templiers et les Hospitaliers

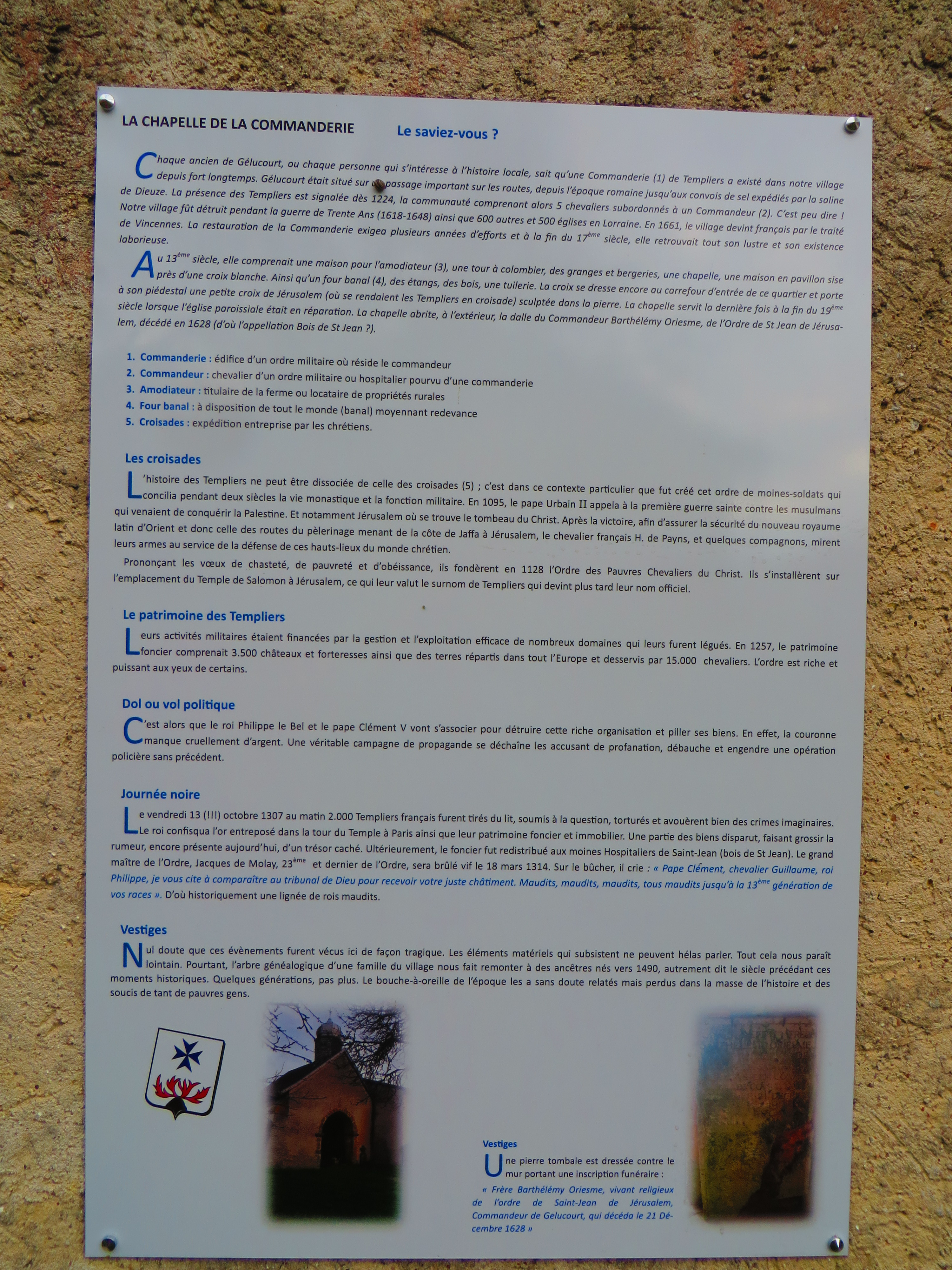
Chapelle Sainte-Odile, notice d'information.

Les Templiers s'y établirent en 1273 puis lors de la dévolution des biens de l'ordre du Temple la commanderie devient la propriété des Hospitaliers de l'ordre de Saint-Jean de Jérusalem.
Il reste de la commanderie de Gelucourt la chapelle Sainte-Odile, ancienne chapelle Saint-Jean des Hospitaliers XIVe siècle avec un autel XVIIIe siècle, une pierre tombale du chevalier Barthélemy, commandeur de Geloncourt (décembre 1628).

## Politique et administration
| Période                                  | Période   | Identité           | Étiquette | Qualité |
| ---------------------------------------- | --------- | ------------------ | --------- | ------- |
| Les données manquantes sont à compléter. |           |                    |           |         |
| mars 1971                                | mars 2001 | André L'Huillier   |           |         |
| mars 2001                                | mars 2008 | Rémi Leclere       |           |         |
| mars 2008                                | En cours  | Jean-Louis Veveurt |           |         |

## Démographie
L'évolution du nombre d'habitants est connue à travers les recensements de la population effectués dans la commune depuis 1793. Pour les communes de moins de 10 000 habitants, une enquête de recensement portant sur toute la population est réalisée tous les cinq ans, les populations de référence des années intermédiaires étant quant à elles estimées par interpolation ou extrapolation. Pour la commune, le premier recensement exhaustif entrant dans le cadre du nouveau dispositif a été réalisé en 2008.

En 2022, la commune comptait 213 habitants, en évolution de −3,18 % par rapport à 2016 (Moselle : +0,52 %, France hors Mayotte : +2,11 %).
| 1793 | 1800 | 1806 | 1821 | 1831 | 1836 | 1841 | 1846 | 1851 |
| ---- | ---- | ---- | ---- | ---- | ---- | ---- | ---- | ---- |
| 463  | 515  | 601  | 604  | 606  | 650  | 674  | 714  | 747  |

| 1856 | 1861 | 1871 | 1875 | 1880 | 1885 | 1890 | 1895 | 1900 |
| ---- | ---- | ---- | ---- | ---- | ---- | ---- | ---- | ---- |
| 664  | 609  | 602  | 577  | 536  | 463  | 490  | 471  | 486  |

| 1905 | 1910 | 1921 | 1926 | 1931 | 1936 | 1946 | 1954 | 1962 |
| ---- | ---- | ---- | ---- | ---- | ---- | ---- | ---- | ---- |
| 490  | 450  | 356  | 338  | 335  | 334  | 291  | 283  | 263  |

| 1968 | 1975 | 1982 | 1990 | 1999 | 2006 | 2008 | 2013 | 2018 |
| ---- | ---- | ---- | ---- | ---- | ---- | ---- | ---- | ---- |
| 251  | 260  | 272  | 243  | 224  | 235  | 238  | 227  | 213  |

| 2022 | - | - | - | - | - | - | - | - |
| ---- | - | - | - | - | - | - | - | - |
| 213  | - | - | - | - | - | - | - | - |

## Culture locale et patrimoine

### Lieux et monuments

#### Édifices civils
- Passage d'une voie romaine ; stèle ornée.

#### Édifices religieux

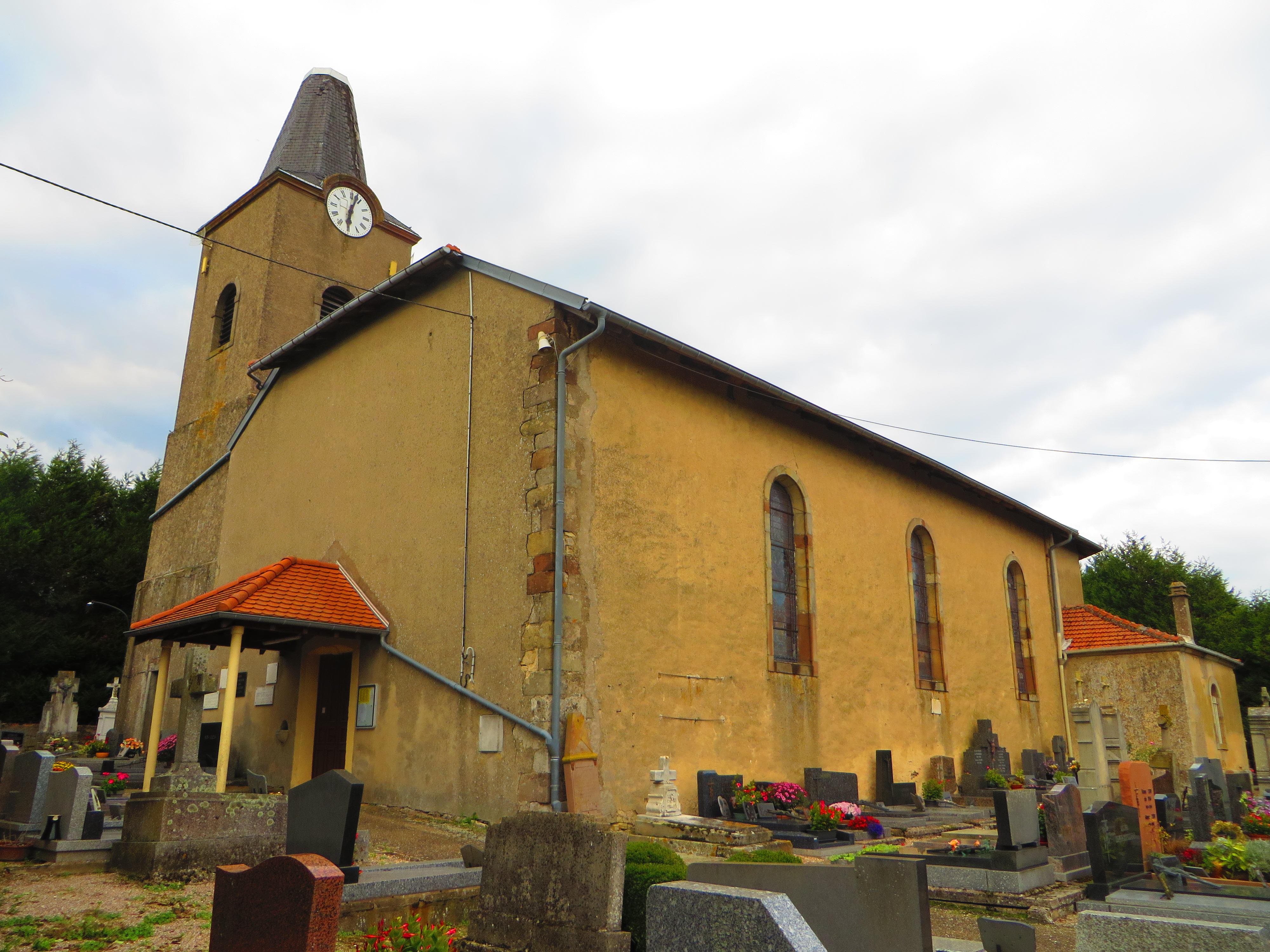
Église Saint-Brice.

- Église Saint-Brice 1710 : autels XVIIIe siècle.

### Héraldique
| Blason de Gelucourt | Blason  | D'argent au mont de sable enflammé de gueules sommé d'une croix de Malte d'azur. |
| Blason de Gelucourt | Détails | Le statut officiel du blason reste à déterminer.                                 |